# ماسک آینه‌ای
ماسک آینه‌ای یا میرورماسک (به انگلیسی: MirrorMask) یک فیلم فانتزی تاریک بریتانیایی-آمریکایی محصول سال ۲۰۰۵ می‌باشد که طراحی و کارگردانی آن را دیو مک‌کین انجام داده و فیلمنامه‌اش توسط نیل گیمن بر اساس داستانی مشترک بین آن دو نوشته شده است. این فیلم توسط شرکت جیم هنسن تهیه شده و بازیگرانی چون استفانی لئونیداس، جیسون باری، راب برایدون و جینا مک‌کی در آن به ایفای نقش پرداخته‌اند.
گیمن و مک‌کین در خانهٔ خانوادهٔ جیم هنسن، طی دو هفته، کانپست و طرح‌های فیلم را توسعه دادند. تولید فیلم هفده ماه به طول انجامید و با بودجه‌ای ۴ میلیون دلاری ساخته شد. این فیلم در ابتدا قرار بود مستقیماً برای بازار ویدئویی منتشر شود، اما در جشنوارهٔ فیلم ساندنس ۲۰۰۵ به نمایش درآمد و پس از آن از ۳۰ سپتامبر سال ۲۰۰۵ به‌صورت محدود در سینماهای آمریکا اکران شد. واکنش منتقدان نسبت به فیلم متفاوت بود: در حالی‌که جلوه‌های بصری آن مورد تحسین قرار گرفت، داستان و فیلمنامه با انتقادهایی روبه‌رو شد.